# Souimanga du miombo
Cinnyris manoensis
Espèce
Statut de conservation UICN

 LC UICN 3.1 : Préoccupation mineure
Le Souimanga du miombo (Cinnyris manoensis) est une espèce de passereaux de la famille des Nectariniidae.

## Répartition
Cet oiseau vit à travers le miombo oriental.

## Sous-espèces
D'après le Congrès ornithologique international, cette espèce est constituée des trois sous-espèces suivantes (ordre phylogénique) :
- Cinnyris manoensis manoensis Reichenow 1907 ;
- Cinnyris manoensis pintoi (Wolters) 1965 ;
- Cinnyris manoensis amicorum (Clancey) 1970.